# Tu trouveras
«Tu trouveras» es un sencillo publicado por la cantante canadiense Natasha Saint Pier en 2002 de su álbum De l'amour le mieux. Ha sido su sencillo más exitoso, vendiendo casi 1 000 000 de ejemplares. 
La canción contó con la colaboración de Pascal Obispo. En 2003 realizó una versión en castellano con Miguel Bosé, titulada "Encontrarás", que fue número #1 en la lista de singles de España y #2 en Los 40 Principales. Tuvo muchísimo éxito en Francia, siendo el sexto sencillo más vendido del año, y siendo además la canción más emitida en cinco de las radios galas. También tuvo mucho éxito en Bélgica y más moderado en Suiza y Canadá. 
En el 2004, la cantante chilena Daniela Castillo realiza un cover de la versión en español de esta canción.

## Temas
- Sencillo en CD

1. «Tu trouveras» — 3:26
2. «Les Diamants sont solitaires» — 4:27

## Posicionamiento
| Lista                     | Posición |
| ------------------------- | -------- |
| Bélgica                   | 3        |
| Euro 200                  | 27       |
| España (2003)             | 1        |
| Francia                   | 2        |
| Francia Airply            | 1        |
| Los 40 Principales (2003) | 2        |
| French TV Music Videos    | 20       |
| Suiza                     | 20       |

- Datos: Q5478441